# エヴロス県

エヴロス県
Περιφερειακή ενότητα Έβρου測地系: 北緯41度10分 東経26度05分 / 北緯41.167度 東経26.083度座標: 北緯41度10分 東経26度05分 / 北緯41.167度 東経26.083度

エヴロス県（エヴロスけん、Έβρος / Evros）は、ギリシャ共和国の東マケドニア・トラキア地方を構成する行政区（ペリフェリアキ・エノティタ）のひとつ。ギリシャ共和国で最も東北に位置し、トルコ・ブルガリアと境界を接する。県都はアレクサンドルーポリ。

## 地理

### 位置・広がり

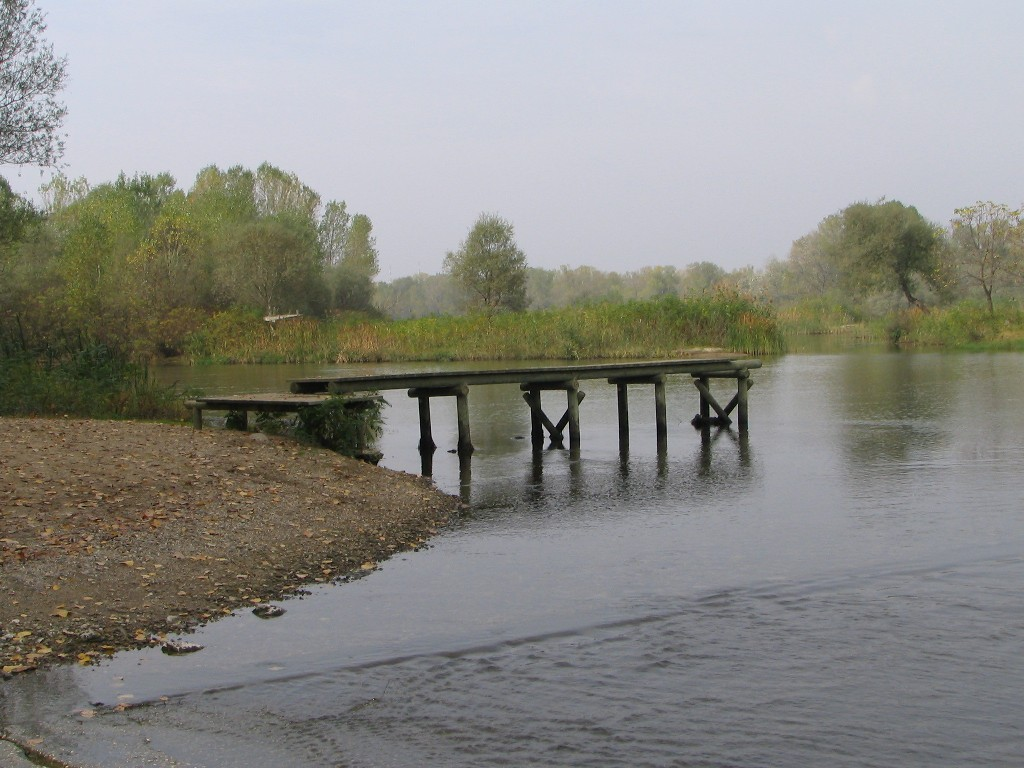
トルコとの国境を隔てるエヴロス川

エヴロス県は、東西に長い東マケドニア・トラキア地方の最も東に位置する。また、ギリシャ共和国領土の最北端となる県である。
エヴロス県は、西トラキア（トラキアのギリシャ領部分）の一部である。その名称は、トラキアの重要な河川であり、現在はギリシャとトルコを分かつ国境となっているエヴロス川（en:Maritsa）に由来する。エヴロス県の北部および北西部はブルガリアと国境を接する。西部は、ロドピ県と接する。
エヴロス県は、ギリシャのうちで最も広い県の一つであり、西トラキア地方の45%を占める。南北は約150km、東西は70～100kmの長さである。また、エーゲ海上のサモトラキ島を県域に含む。

### 地勢
県内第一の川はエヴロス川、第2の川はアルダ川である。

### 気候
県の南部、および中部は主に地中海性気候である。北部および高地部では、冬に寒冷な大陸性気候が主に見られる。

## 歴史
現在のエヴロス県の地帯には、マケドニア王国に併合されるまでは、トラキア人が支配していた。紀元前310年ごろの分裂までマケドニア王国の支配が続き、代わって紀元前80年ごろまでセレウコス朝の統治下に入った。その後トラキア属州として、ローマ帝国に編入されたのち、紀元後395年のローマ帝国が東西に分かれたときには東ローマ帝国領となり、15世紀まで続いた。この間には、スラヴ人やゴート人に侵略されていた。

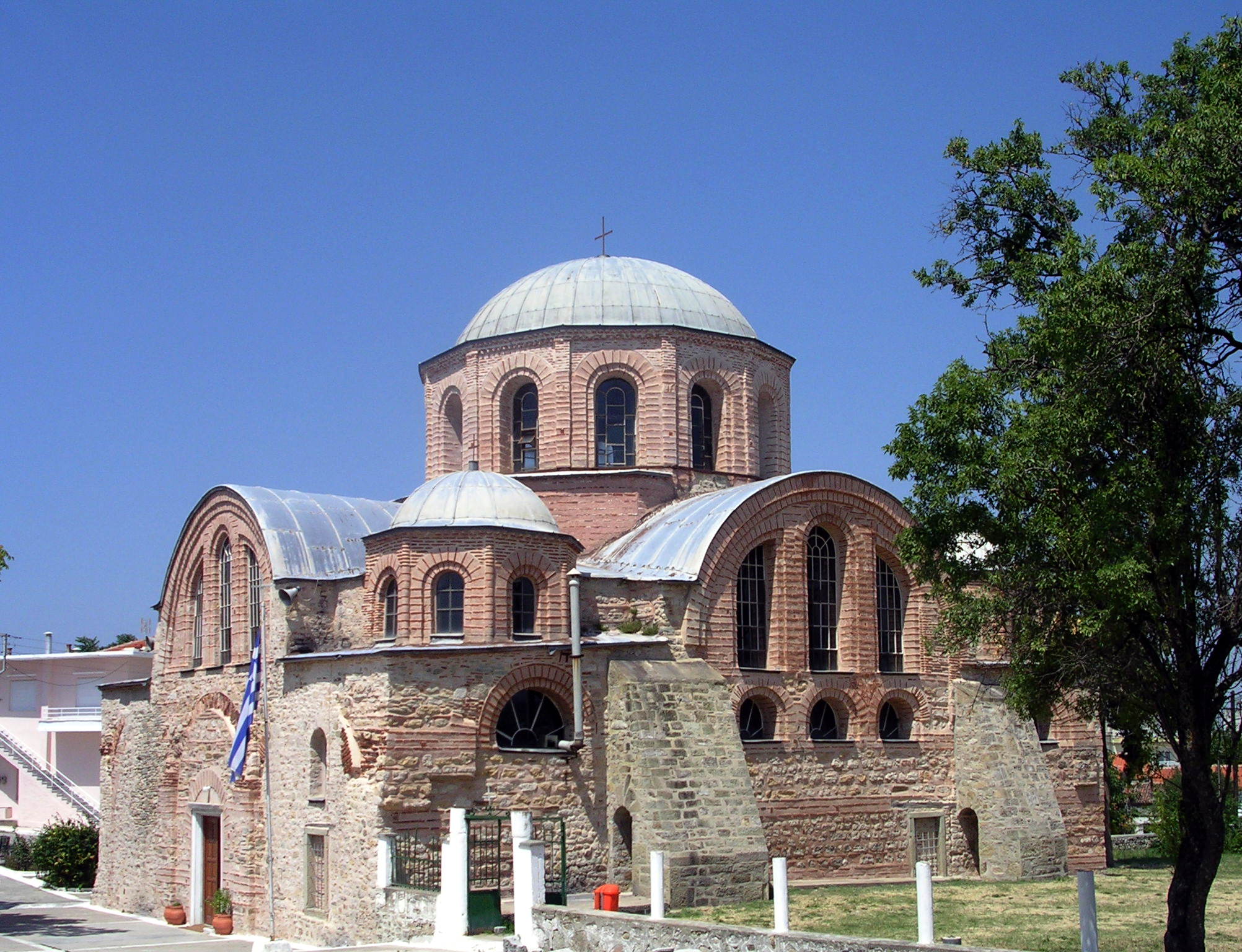
フェレスの修道院

その後、オスマン帝国の支配下に入ったが、ギリシア独立戦争時にこの地で起こった戦闘は敗北し、反乱は鎮圧された。また、バルカン戦争ではブルガリアに占領、割譲され、完全にこの地域がギリシアの統治下となったのは、第一次世界大戦後の1920年であった。この地域はトラキア県の一部となり、1947年に細分化され、現在のエヴロスとなった。
希土戦争中に、ギリシア人の避難民の多くが、これらの新しく設置された県内の町や村、トルコ人やその他の民族が古くから住む地域にも移住し、オレスティアダの新市街などは、経済がわずかながら向上した。第二次世界大戦とギリシア内戦を経たのちに、アレクサンドルーポリの地域には、多くの建造物が再建され、経済が復興したが、もとの住民の何割かは、19世紀の中ごろから終わりにかけての間に、ギリシア国内の大都市や、あるいは外国に移住した。
エヴロス川流域は洪水の被害がたびたび発生した。1950年代と60年代には、オレスティアダ郊外の集落が被害を受け、1997年末にはラヴァラおよびディディモティホが水に浸かった。また、2005年には、2月17日から22日にかけて、および5月1日から4日にかけても洪水が発生した。2007年7月30日には、アレクサンドルーポリの40km北のアイシミで山火事が発生した。また、その数日後の8月6日には、この一帯を豪雨が襲い、大きな被害が発生した。

## 行政区画

エヴロス県

### 市（ディモス）
エヴロス県は、以下の自治体（ディモス、市）から構成される。人口は2001年国勢調査時点。
|   | 自治体名             | 綴り           | 政庁所在地                | 面積 Km² | 人口   |
| - | -------------------- | -------------- | ------------------------- | -------- | ------ |
| 1 | アレクサンドルーポリ | Αλεξανδρούπολη | アレクサンドルーポリ (el) | 1,219.9  | 65,894 |
| 2 | ディディモティホ     | Διδυμότειχο    | ディディモティホ (el)     | 569.5    | 23,484 |
| 3 | オレスティアダ       | Ορεστιάδα      | オレスティアダ (el)       | 967.5    | 39,485 |
| 4 | サモトラキ           | Σαμοθράκη      | サモトラキ                | 178.0    | 2,723  |
| 5 | スフリ               | Σουφλί         | スフリ (el)               | 1,339.6  | 17,768 |

### 旧自治体（ディモティキ・エノティタ）

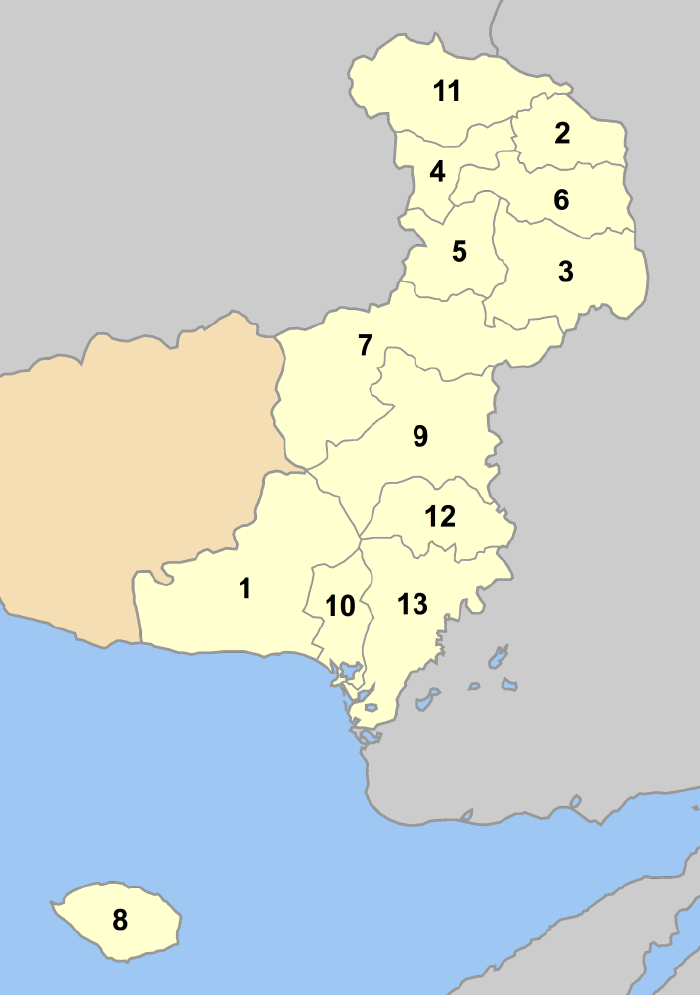
エヴロス県の旧自治体（1999年 - 2010年）

カリクラティス改革（2010年）以前の広域自治体（ノモス）としてのエヴロス県は、以下の13の基礎自治体（ディモス）から構成されていた。改革後、旧自治体は新自治体（ディモス）を構成する行政区（ディモティキ・エノティタ）となっている。
|    | 旧自治体             | 綴り           | 政庁所在地           | 新自治体             |
| -- | -------------------- | -------------- | -------------------- | -------------------- |
| 1  | アレクサンドルーポリ | Αλεξανδρούπολη | アレクサンドルーポリ | アレクサンドルーポリ |
| 2  | ヴィサ               | Βύσσα          | ネア・ヴィサ         | オレスティアダ       |
| 3  | ディディモティホ     | Διδυμότειχο    | ディディモティホ     | ディディモティホ     |
| 4  | キプリノス           | Κυπρίνος       | キプリノス           | オレスティアダ       |
| 5  | メタクサデス         | Μεταξάδες      | メタクサデス         | ディディモティホ     |
| 6  | オレスティアダ       | Ορεστιάδα      | オレスティアダ       | オレスティアダ       |
| 7  | オルフェアス         | Ορφέας         | ラヴァラ             | スフリ               |
| 8  | サモトラキ           | Σαμοθράκη      | サモトラキ           | サモトラキ           |
| 9  | スフリ               | Σουφλί         | スフリ               | スフリ               |
| 10 | トラヤヌポリ         | Τραϊανούπολη   | アリスティノ         | アレクサンドルーポリ |
| 11 | トリゴノ             | Τρίγωνο        | ディケア             | オレスティアダ       |
| 12 | ティヘロ             | Τυχερό         | ティヘロ             | スフリ               |
| 13 | フェレス             | Φέρες          | フェレス             | アレクサンドルーポリ |

### 郡（エパルヒア）
県には以下の5つの郡（エパルヒア）があったが、2006年以降法的な位置づけは行われていない。かつてのエパルヒアは、2011年のカリクラティス改革時のディモスのもとになった。
| 郡名                        | 綴り           | 中心地               |
| --------------------------- | -------------- | -------------------- |
| オレスティダ郡 (en)         | Ορεστιάδα      | オレスティダ         |
| ディディモティホ郡 (en)     | Διδυμότειχο    | ディディモティホ     |
| スフリ郡 (en)               | Σουφλί         | スフリ               |
| アレクサンドルーポリ郡 (en) | Αλεξανδρούπολη | アレクサンドルーポリ |
| サモトラキ郡 (en)           | Σαμοθράκη      | サモトラキ           |